# Federación Nicaragüense de Atletismo
La Federazione Nicaraguense di atletica leggera (in spagnolo Federación Nicaragüense de Atletismo, FNA) è una federazione sportiva che ha il compito di promuovere la pratica dell'atletica leggera e coordinarne le attività dilettantistiche ed agonistiche in Nicaragua.

## Storia
La federazione è stata fondata a Managua nel 1954.